# Hydromanicus intermedius
Hydromanicus intermedius är en nattsländeart som beskrevs av Martynov 1931. Hydromanicus intermedius ingår i släktet Hydromanicus och familjen ryssjenattsländor. Inga underarter finns listade i Catalogue of Life.